# Sebastián Malandra
Sebastián Marcelo Malandra (Piamonte (Santa Fe), Argentina, 31 de enero de 1985) es un futbolista argentino. Juega como mediocampista en el Castiadas Calcio de Italia.

## Clubes
| Club                  | País      | Año             |
| --------------------- | --------- | --------------- |
| Colón                 | Argentina | 2004 – 2007     |
| San Martín (SJ)       | Argentina | 2007            |
| Ben Hur               | Argentina | 2008            |
| Olimpo (BB)           | Argentina | 2008 – 2009     |
| Ñublense              | Chile     | 2009 – 2010     |
| Curicó Unido          | Chile     | 2011            |
| Perugia               | Italia    | 2011 – 2012     |
| Sportivo Belgrano     | Argentina | 2012            |
| Sportivo Desamparados | Argentina | 2012            |
| Huracán               | Argentina | 2013            |
| U.S Palmese           | Italia    | 2013 – 2014     |
| Colón                 | Argentina | 2014 – 2015     |
| Sarmiento (R)         | Argentina | 2015            |
| Sportivo Italiano     | Argentina | 2016 – 2017     |
| Deportivo Madryn      | Argentina | 2017            |
| Excursionistas        | Argentina | 2018            |
| ATLETICO PIAMONTE     | Argentina | 2021 - presente |

|2019
|-align=center
|Atlético piamonte
|
|2021 - presente
|}